# Mia Dimšić
Mia Dimšić (Osijek, 7 de noviembre de 1992) es una cantante croata.

## Biografía
Mia Dimšić comenzó su carrera musical en 2014, cuando el grupo folclórico Džentlmeni la invitó a unirse a su gira por América del Norte. El sencillo debut de la cantante, Budi mi blizu, fue lanzado en el otoño de 2015 y fue seguido por otra serie de temas que le permitieron ganar notoriedad nacional. Dos de ellos, Bezimeni y Sunce, oblak, vjetar, llegaron a lo más alto de las listas de éxitos de las radios croatas.
En marzo de 2017, lanzó el álbum Život nije siv, que subió directamente a la cima de Top of the Shops y terminó obteniendo el certificado de oro por Hrvatska diskografska udruga. La tittle track le valió a la cantante su primer premio Porin, el principal premio de la música croata, al mejor vídeo musical, en la ceremonia de 2017. Al año siguiente, ganó otros cuatro premios, incluyendo álbum del año y canción del año (Bezimeni).
En noviembre siguiente, Mia Dimšić lanzó el álbum navideño Božićno jutro, que contiene el tercer sencillo número uno de su carrera, Cimet i čaj. Este llegó a alcanzar el 2.° lugar en el ranking nacional.
Dimšić lanzó su tercer álbum y segundo disco número uno Sretan put en diciembre de 2019, promovido por una serie de sencillos lanzados durante el año, tres de los cuales (Ovaj grad, Cesta do sna y Sva blaga ovog svijeta) alcanzaron la primera posición.
En diciembre de 2021, se confirmó la participación de la cantante en la 23.ª edición de Dora, festival de música utilizado para seleccionar al representante de Croacia en el Festival de la Canción de Eurovisión, donde presentó el tema inédito Guilty Pleasure en inglés. Fue la ganadora de la votación del jurado y del público, convirtiéndose en la representante croata de Eurovisión 2022 en Turín por derecho.

## Discografía

### Álbum de estudio
- 2017 - Život nije siv
- 2017 - Bozicno jutro
- 2019 - Sretan put

### Sencillos
- 2015 – Budi mi blizu
- 2015 – Slobodna
- 2016 – Život nije siv
- 2016 – Sanjaj me
- 2017 – Bezimeni
- 2017 – Sve sam znala i prije (con Lorenzo)
- 2017 – Sunce, oblak, vjetar
- 2017 – Kiša
- 2017 – Cimet i čaj
- 2018 – Do posljednjeg retka
- 2018 – Snježna ulica
- 2019 – Ovaj grad
- 2019 – Cesta do sna
- 2019 – Sva blaga ovog svijeta (con Marko Tolja)
- 2019 – Pomiče se sat
- 2020 – Gledaj me u oči (con The Frajle)
- 2020 – Up & Down
- 2020 – Unatrag
- 2021 – Pomalo slučajno
- 2021 – Neki novi ljudi
- 2022 – Guilty Pleasure